# John Muir
John Muir (Dunbar, Escócia, 21 de abril de 1838 — Noël, Los Angeles, 24 de dezembro de 1914), foi um preservacionista, proprietário rural, explorador e escritor escocês-americano, teve papel fundamental na criação das primeiras áreas protegidas americanas e que é considerado um dos fundadores do movimento conservacionista moderno.
Para ele o homem era parte da própria natureza, e como tal não pode ser dotado de direitos maiores que os animais (ideias que, mais tarde, foram chamadas de biocentrismo, e que encontravam respaldo na história natural e no evolucionismo darwiniano). Além disso, profundamente influenciado pelo movimento romântico, via a natureza como algo intrinsecamente belo e carregado de valor espiritual e religioso, e que deveria ser protegido de maneira radical da influência negativa aportada pelo homem.
Visitou todos os continentes da Terra, com exceção daquele que não possui árvores - a Antártica, sobre os quais escrevia procurando influenciar seus contemporâneos; Dentre os epítetos que recebeu estão: "Pai dos Parques Nacionais dos EUA", "Profeta da Vida Selvagem" e "Cidadão do Universo". Também foi fundador da ONG Sierra Club, uma das primeiras associações do mundo a ter como objetivo a proteção da natureza.
Os escritos de Muir influenciaram Theodore Roosevelt na criação do Parque Nacional de Yosemite, e muitas barragens deixaram de ser erguidas ou foram interrompidas em territórios dos parques nacionais graças a suas ideias. Suas ideias também tiveram grande influência sobre o conservacionismo e a ética ambiental, que ganharam força a partir da segunda metade do século XX.
Sobre seu importante papel histórico, o cineasta documentarista Ken Burns diria que "Por tudo que sabemos dele... [John Muir] ascendeu ao panteão dos maiores indivíduos de nosso país; estou me referindo ao nível de Abraham Lincoln, Martin Luther King Jr., Thomas Jefferson, Elizabeth Cady Stanton, Jackie Robinson - pessoas que tiveram um efeito transformador sobre quem somos." 

## Biografia

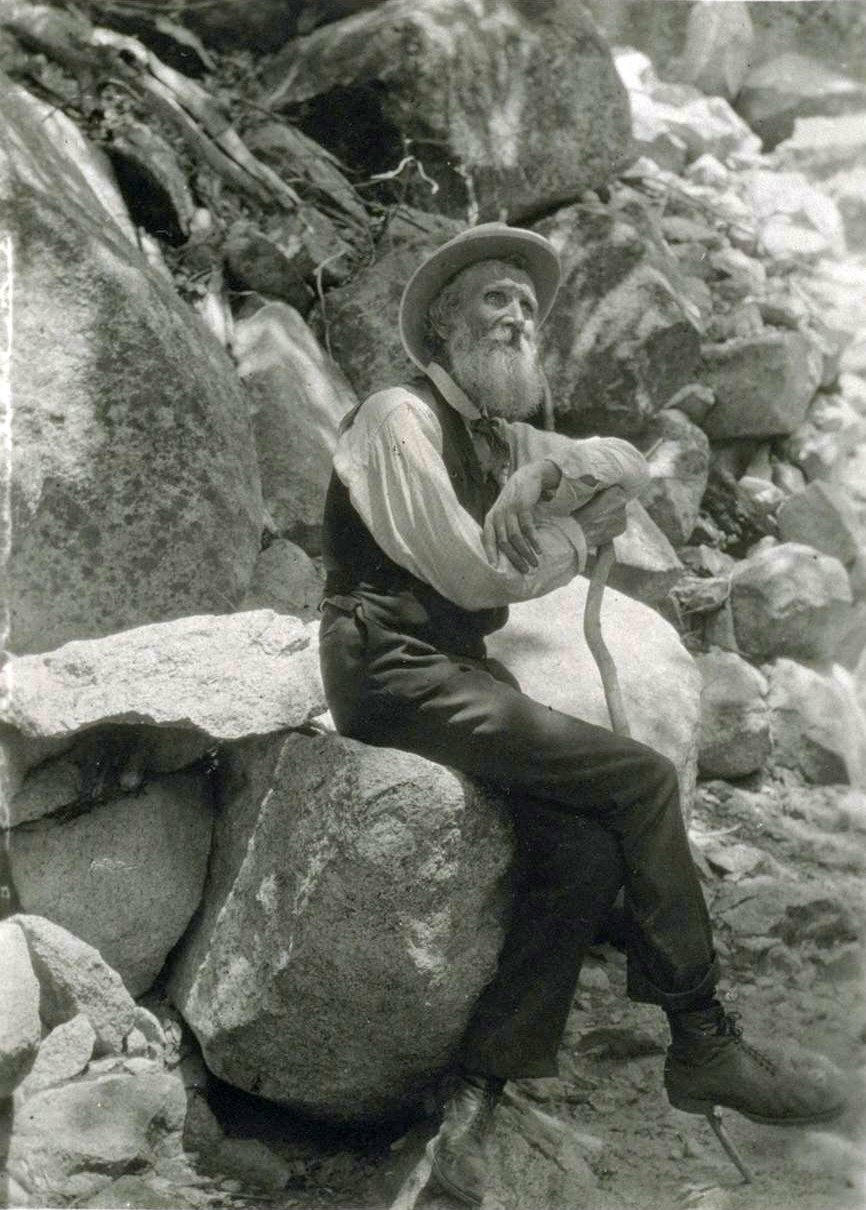
John Muir

Na pequena vila natal estudou na escola primária até que, em 1849, sua família emigrou para os Estados Unidos, domiciliando-se na fazenda Fountain Lake, próximo a Montello, no Wisconsin.
Apesar do pai autoritário, que o obrigava a trabalhar de sol a sol, ele e seu irmão menor conseguiam encontrar tempo para explorar os bosques do Wisconsin, despertando desde cedo sua paixão pela natureza; também inventava objetos de madeira, chegando mesmo a criar um relógio que funcionava perfeitamente e outros curiosos mecanismos. Com eles conseguiu prêmios e admiração na feira estadual, em Madison, para onde as levou em 1860 - mesmo ano em que ingressou na faculdade.
Apesar de bom aluno, abandonou os estudos dois anos e meio mais tarde, iniciando uma viagem pelo norte do país e pelo Canadá, mantendo-se com pequenos serviços e conhecendo a paisagem ainda em boa parte selvagem.
Em 1867 sofreu grave acidente trabalhando numa fábrica de peças para carruagens, que quase deixou-o cego de um olho, e que mudaria sua vida: quando recuperou a vista decidiu que iria se ocupar da preservação da terra e das matas, iniciando assim suas viagens - numa jornada inicial de mil e seiscentos quilômetros de Indianápolis até o Golfo do México; em seguida cruzou o Golfo até a ilha de Cuba, dali ao Panamá, cruzando o istmo até o Pacífico e dali de barco até São Francisco, onde chegou em março de 1868. Ali foi cativado pelas montanhas da Sierra Nevada e pelo Yosemite, onde viveu por um ano trabalhando no pastoreio.
No ano seguinte descobriu geleiras na Sierra e criou uma teoria da glaciação em Yosemite, granjeando prestígio em todo o país e das personalidades contemporâneas, algumas das quais (como Joseph Le Conte, Asa Gray, Ralph Waldo Emerson) chegaram a ir visitá-lo em sua rústica choupana.
A partir de 1874 teve sucesso com escritor com uma série de artigos intitulada "Estudos na Sierra" e mudou-se por um período para Oakland, dali efetuando diversas viagens como a sua primeira exploração do Alaska, em 1879, quando descobriu a Glacier Bay.
Casa-se em 1880 com Louie Wanda Strentzel, passando a residir em Martinez, onde tiveram duas filhas: Wanda e Helen. Associado ao sogro, consegue sucesso no cultivo de frutas - mas ao cabo de uma década retoma suas viagens, indo várias vezes ao Alasca, Austrália, América do Sul, África, Europa e novas vezes em Sierra Nevada.

### Artigos naturalistas e Parques Nacionais

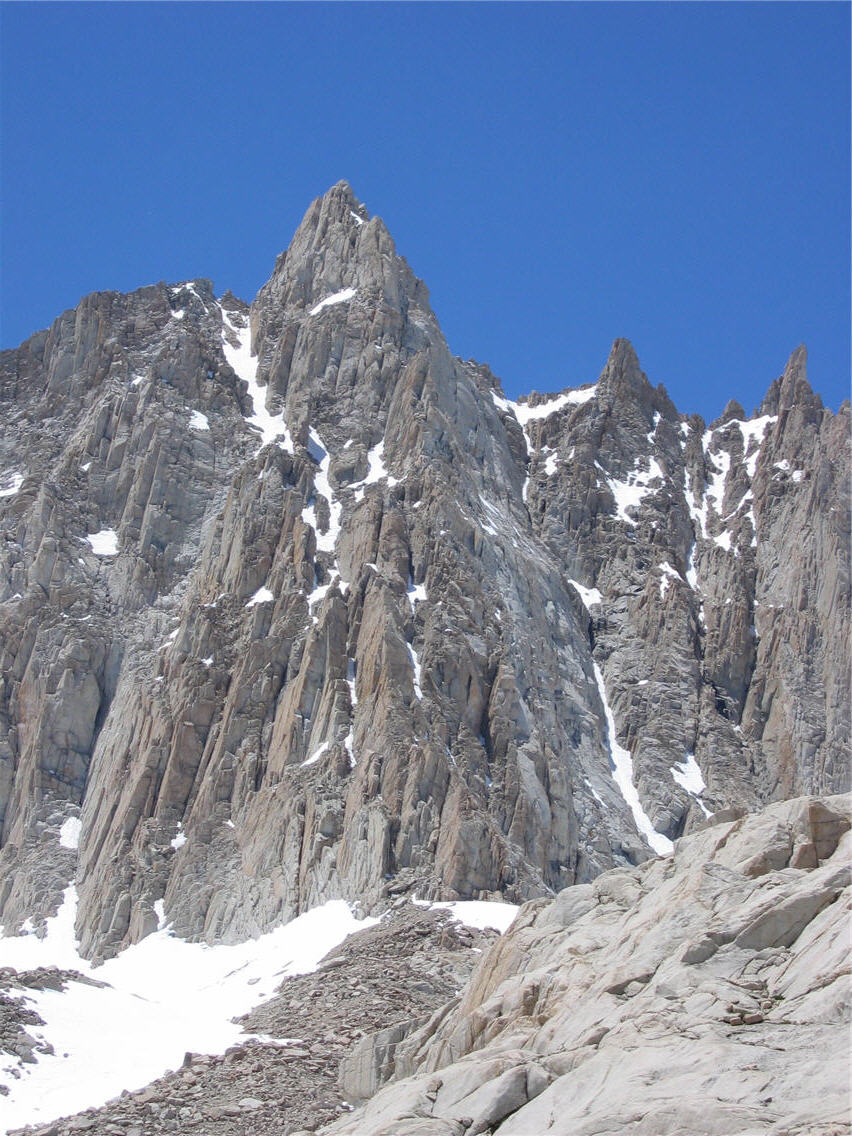
Monte Muir em Serra Nevada.

Muir escreveu cerca de três centenas de artigos e dez livros, em que narrava suas viagens e expunham suas ideias naturais, inspirando seus leitores - desde políticos ao público comum, no amor pela natureza e incitando-os em apoiarem seus objetivos preservacionistas - pois também denunciava a degradação que encontrava, especialmente na revista Century e, graças aos seus esforços, o Congresso dos Estados Unidos declarou Yosemite um Parque Nacional, no ano de 1890 - e ainda lutou para a criação dos parques da Sequoia, Mount Ranier, da Floresta Petrificada e do Grand Canyon.
Robert Underwood Johnson, seu parceiro nas publicações, e outros interessados propuseram que criasse uma instituição para a proteção do Parque Nacional de Yosemite contra o assédio de fazendeiros que tentavam reduzir os seus limites. Em 1892 foi criado o Sierra Club por Muir e seus parceiros, com  o objetivo de "fazer algo pelas terras selvagens e alegrar às montanhas" - sendo seu primeiro presidente, cargo que ocupou até sua morte.
Em 1901 publicou o livro "Nossos Parques Nacionais", chamando a atenção do então presidente Roosevelt, que o visitou em Yosemite: lá ambos elaboraram o programa de conservação do governo Roosevelt.

### Luta contra represas
Diversas vezes Muir teve que lutar contra a construção de barragens no território dos parques nacionais. A mais dramática delas foi contra a construção da represa de Hetch Hetchy Valley, em Yosemite mas, em 1913, depois de anos de disputas, foi enfim derrotado e a represa foi construída para abastecer São Francisco. Morreu um ano depois, após haver visitado sua filha no deserto do Mojave, num hospital de Los Angeles.

## Homenagens
Em sua memória foram nomeadas diversas instituições e locais. Dentre estes estão o Muir Woods National Monument, o Muir College (UCSD) e várias escolas dos EUA.
O  Monte Muir, da  Serra Nevada, foi nomeado em sua homenagem.
Na Califórnia 21 de abril  é o   "dia de John Muir",  quando o  naturalista  é homenageado: os professores  das escolas são convidados a falar aos alunos  sobre as contribuições  dele para a  preservação das reservas ecológicas norte-americanas.  

## Obras
Dos escritos de Muir foram publicados os seguintes livros:
- Studies in the Sierra (1874 - reimpresso em 1950)
- Picturesque California (1888-1890)
- The Mountains of California (1894)
- Our National Parks (1901)
- Stickeen: An Adventure with a Dog and a Glacier (versão anotada de 1909, e reduzida de 1915)
- My First Summer in the Sierra (1911)
- Edward Henry Harriman (1911)
- The Yosemite (1912)
- The Story of My Boyhood and Youth (1913)
- Letters to a Friend (1915)
- Travels in Alaska (1915)
- A Thousand-Mile Walk to the Gulf (1916)
- The Cruise of the Corwin (1917)
- Steep Trails (1919)
- The Life and Letters of John Muir, por William Frederic Badè (1924)
- John of the Mountains (1938 - cartas reunidas por Linnie Marsh Wolfe)